# Franz Emschermann

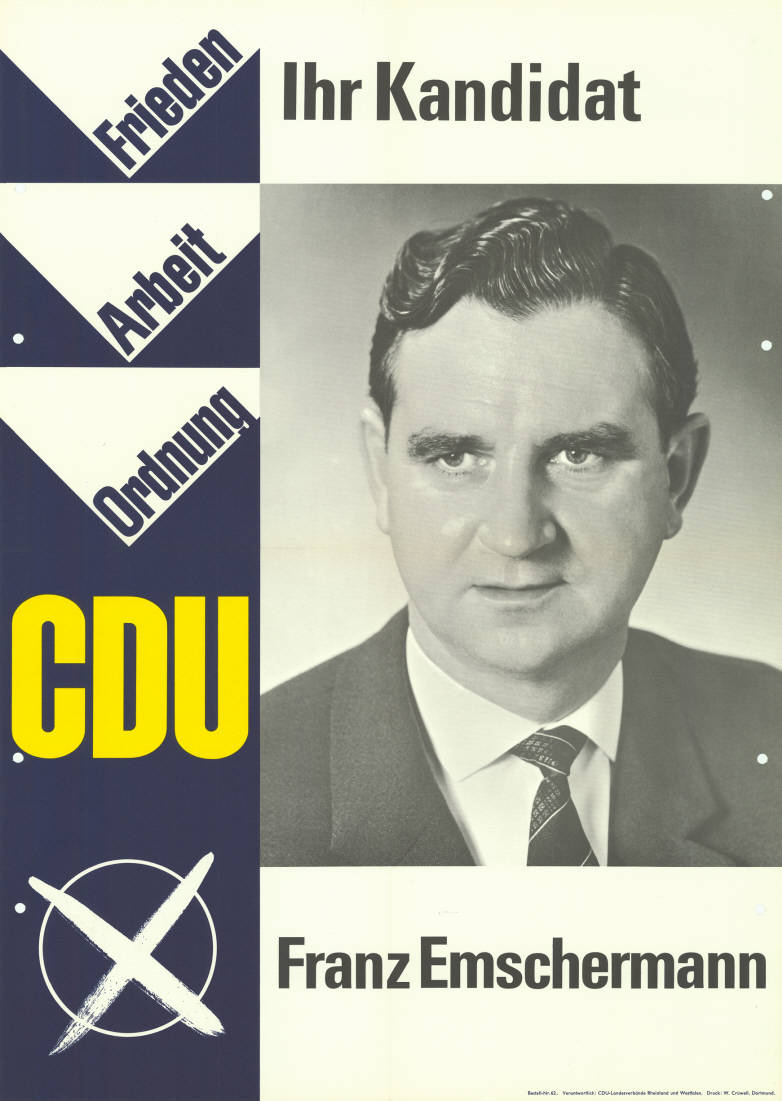
Franz Emschermann auf einem Plakat zur Landtagswahl 1962

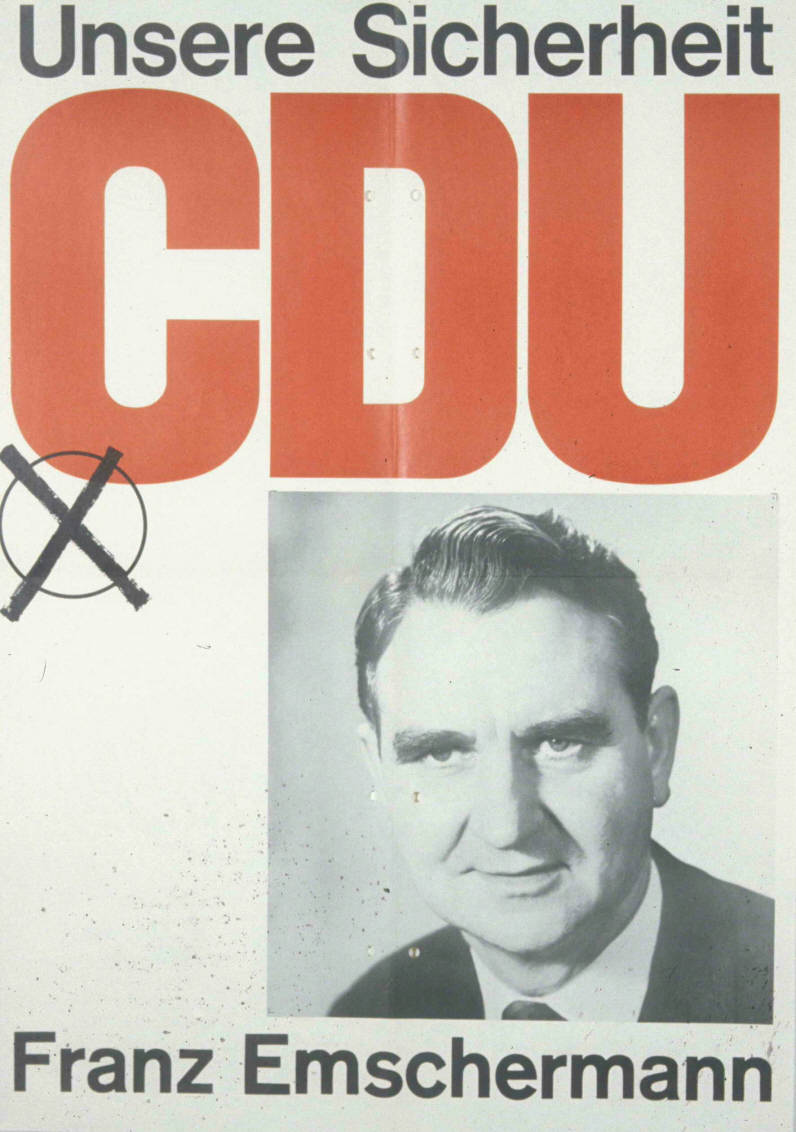
Kandidatenplakat zur Bundestagswahl am 19. September 1965

Franz Emschermann (* 23. März 1919 in Polsum; † 31. Mai 2008) war ein deutscher Politiker (CDU).

## Ausbildung und Beruf
Nach dem Besuch der Dorfschule Polsum wechselte Franz Emschermann zur Oberrealschule nach Buer. 1937 begann er ein Praktikum auf der Zeche Bergmannsglück in Buer als Bergvermessungspraktikant, auf der er bis zum Eintritt in den Ruhestand 1975 als Vermessungsfahrsteiger tätig war.
Er nahm 1939 bis 1945 als Soldat am Zweiten Weltkrieg teil.
Emschermann war lange Jahre Vorsitzender des Männergesangverein MGV “Cäcilia” 1853 Polsum. Von seinen Gesangsfreunden wurde er Franek genannt.
Franz Emschermann war mit Lydia verheiratet.

## Partei
Franz Emschermann trat 1951 in die CDU ein. Er war Orts-, Stadtverbands- und stellvertretender Kreisvorsitzender der Partei, sowie 1968–1970 fungierte er als Vorsitzender des CDU-Kreisverbandes Recklinghausen.
Für die CDU war er Kandidat bei der Landtagswahl in Nordrhein-Westfalen 1962, sowie bei den Bundestagswahlen 1965 und 1969 im Wahlkreis 99 Recklinghausen-Land. 1965 unterlag er seinem Gegenkandidaten von der SPD, Günther Eckerland, mit weniger als 200 Stimmen.
1985 wurde Franz Emschermann zum Ehrenvorsitzender CDU Marl gewählt.

## Öffentliche Ämter
1952 wurde Emschermann in den Rat der Gemeinde Polsum gewählt und war von 1956 bis zur Auflösung der Gemeinde Polsum 1975 ihr Bürgermeister. Von 1961 bis 1969 war er zudem stellvertretender Bürgermeister des Amtes Marl.
Nach der Gebietsreform in Nordrhein-Westfalen zum 1. Januar 1975 mit der Eingliederung der Gemeinde Polsum in die Stadt Marl gehörte Franz Emschermann dem Rat der Stadt Marl als Mitglied bis 1984 an und stand 1975–1979 der CDU-Fraktion vor.
Von 1964 bis 1989 war Franz Emschermann Mitglied im Kreistag des Kreises Recklinghausen.
Weitere ehrenamtliche Tätigkeiten waren ehrenamtlicher Richter bei Verwaltungsgerichten, im Polizeibeirat und beim Siedlungsverband Ruhrkohlenbezirk.

## Ehrungen
- 1968: Bundesverdienstkreuz
- 1989: Stadtplakette der Stadt Marl anlässlich seines 70. Geburtstages.

Seit 2008 gibt es  in Marl die Franz-Emschermann-Str.